# Elecciones senatoriales de la República Checa de 2022
Las elecciones senatoriales de la República Checa de 2022 se realizaron entre los días 23 y 24 de septiembre del mencionado año. Fueron elegidos una tercera parte de los miembros del Senado. Se llevaron a cabo junto a las elecciones municipales.

## Sistema electoral

Mapa de distritos electorales

El Senado está compuesto por 81 miembros elegidos por mayoría absoluta por términos de 6 años, en distritos electorales de un solo miembro, renovándose un tercio de ellos cada 2 años. Se realiza una segunda vuelta en caso de que no se alcance la mayoría absoluta.

### Distritos en elección
- 1 - Karlovy Vary
- 4 - Most
- 7 - Plzeň-město
- 10 - Český Krumlov
- 13 - Tábor
- 16 - Beroun
- 19 - Praha 11
- 22 -  Praha 10
- 25 - Praha 6
- 28 - Mělník
- 31 - Ústí nad Labem
- 34 - Liberec
- 37 - Jičín
- 40 - Kutná Hora
- 43 - Pardubice
- 46 - Ústí nad Orlicí
- 49 - Blansko
- 52 - Jihlava
- 55 - Brno-město
- 58 - Brno-město
- 61 - Olomouc
- 64 - Bruntál
- 67 - Nový Jičín
- 70 - Ostrava-město
- 73 - Frýdek-Místek
- 76 - Kroměříž
- 79 - Hodonín